# Tony Leon
Anthony James Leon (Durban, 15 dicembre 1956) è un politico sudafricano.
È stato leader dell’opposizione dal 1999 al 2007 come capo dell’Alleanza Democratica (DA). Ha guidato la DA dalla sua fondazione nel 2000, fino al suo ritiro dalla leadership nel 2007. Prima di allora, ha guidato il Partito Democratico dal 1994. È il leader con la più lunga anzianità di servizio dell’opposizione ufficiale in parlamento dall’avvento della democrazia nel 1994. Sebbene ancora membro del DA, è stato ambasciatore sudafricano in Argentina sotto il governo ANC dal 2009 al 2012.
Dal 2012, Leon è stato presidente esecutivo di Resolve Communications, un patrocinio sudafricano per la gestione della reputazione e la consulenza delle comunicazioni strategiche, e un Senior Advisor per K2 Intelligence, consulenza investigativa e del rischio internazionale con sede a Londra-New York fondata da Jules e Jeremy Kroll nel 2009. Leon è anche editorialista a contratto di Times Media Group con i suoi articoli che appaiono settimanalmente o mensilmente nel Business Day, Sunday Times e The Times.

## Infanzia
Leon è nato e cresciuto a Durban durante l’Apartheid. Ha studiato alla Clifton Preparatory School e al Kearsney College vicino Durban. Il padre Ramon Leon era giudice della corte suprema. Entrambi i suoi genitori erano attivi nel Partito Progressista Anti-Apartheid (che poi divenne il Partito Democratico).

## Carriera politica
Nel 1974, all’età di 18 anni, divenne organizzatore per il Partito Progressista, uno dei due partiti dell’opposizione rappresentati in parlamento all’epoca. Successivamente, si è qualificato come avvocato presso l’Università di Witwatwersrand, dove è stato presidente del consiglio degli studenti di legge e vicepresidente del consiglio di rappresentanza degli studenti, ed è diventato professore nel dipartimento di giurisprudenza nel 1986. Ha riconosciuto Harry Schwarz e Helen Suzman come le sue più grandi ispirazioni.  Nello stesso anno fu eletto al consiglio comunale di Johannesburg per Yeoville. Quando i risultati delle elezioni sono stati resi noti, è stato annunciato che il candidato NP Sam Bloomerg aveva vinto. Tuttavia, Harry Schwarz, il suo mentore politico, ha scoperto che ciò non era vero e Leon è stato dichiarato vincitore. È diventato leader dell’opposizione nel consiglio comunale della città.
Nel 1989 è stato eletto in parlamento per il collegio elettorale di Houghton, in rappresentanza del successore del partito progressista, il partito democratico. Dal 1990 al 1994 ha presieduto la commissione per i diritti della DP, e in quanto tale è stato consigliere della Convention for a Democratic South Africa (CODESA) e delegato ai negoziati multipartitici che hanno portato alla creazione di una democrazia non razziale nel 1994. Alle elezioni generali del 1994, Leon fu nuovamente eletto in parlamento durante la prima assemblea nazionale democratica, nonché leader del partito democratico. All’epoca, il partito democratico era percepito come un semplice partito minore di liberali bianchi, una stranezza nel primo governo democratico non razziale del Sud Africa. Eppure tra il 1994 e il 1999 i suoi sette membri sono riusciti a diventare i legislatori più vocali, attivi e coinvolti.
Nel 1998, Leon pubblicò il suo primo libro alla vigilia della seconda elezione democratica, intitolato Hope & Fear: Reflections of a Democrat (Jonathan Ball,1998). Con le seconde elezioni democratiche del 1999 e il nuovo partito nazionale che ha conservato solo 28 seggi (in calo rispetto agli 82 del 1994), è diventato il leader dell’opposizione mentre la PS ha preso 38 seggi, mostrando una crescita di 5 volte.  Dopo le elezioni generali del 2004, il DA sotto Leon ha avuto un voto aumentato del 2,9% così come l’ANC con un aumento del 3,3%. Questi guadagni hanno avuto un costo per tre dei cinque partiti minori dell’opposizione. Con solo i Democratici Indipendenti, un nuovo arrivato alle elezioni, che hanno attirato anche il sostegno. Leon ha costruito un alto profilo mediatico come leader dell’opposizione, criticando il governo ANC sotto Nelson Mandela, ma soprattutto sotto il suo successore, il presidente Thabo Mbeki.

## Dimissioni
Il 26 novembre 2006, Leon annunciò che si sarebbe dimesso dalla guida del DA nel 2007 e non avrebbe accettato la nomination per la leadership del partito al congresso del partito nel maggio 2007. Leon, tuttavia, ha mantenuto il suo seggio in parlamento fino al 2009, quando il suo mandato scadde. Leon si ritirò come leader del DA il 5 maggio 2007. Gli successe Helen Zille, che fu eletta come nuovo leader del partito il 6 maggio 2007. Uno dei principali commentatori politici del Sud Africa, Justice Malala, scrisse di lui: "Ogni sudafricano dovrebbe svegliarsi oggi e fare un piccolo ringraziamento a Tony Leon... lui fu impavido quando molti avevano paura, una voce quando molti avevano perso la loro voce, apertamente critico quando molti parlavano solo sottovoce... l'uomo ha svolto un lavoro straordinario."
Leon è stato votato 16° nella top 100 dei grandi sudafricani del canale televisivo SABC3.
Da settembre a dicembre 2007, Leon è stato membro dell’Institute of Politics della John F. Kennedy School of Government di Harvard.
Nel 2008, Leon ha pubblicato la sua autobiografia On the Contrary. Il libro è stato apprezzato, The Economist lo ha descritto come “eloquente, divertente e ricco… una testimonianza importante della giovane democrazia sudafricana, vista dall’altra parte della barricata”. 
Il libro è stato anche pubblicato a puntate sul Sunday Times di Johannesburg. Il libro ha vinto il premio Recht Malan in the Via Afrika Book Awards per il miglior lavoro di saggistica nel 2009.
Negli ultimi tre mesi del 2008, Leon è stato ospite del Cato Institute Center for Liberty and Global Prosperity di Washington DC. Il suo documento di ricerca The state of Liberal Democracy in Africa- Resurgence or Recession è stato pubblicato nel maggio 2010.
Leon ha pubblicato una serie di articoli nel Business Day dalla campagna elettorale delle elezioni generali sudafricane del 2009.
Dopo che Leon ha completato i suoi oltre 20 anni come deputato, è stato invitato a scrivere due colonne settimanali nel principale quotidiano domenicano sudafricano Sunday Times e nel principale quotidiano Business Day, ottenendo ottime recensioni per i suoi scritti e analisi anche da precedenti avversari politici.
Dal 2010, Leon è stato editorialista a contratto di Times Media Group Ltd, con le sue colonne che appaiono rispettivamente settimanalmente o mensilmente nel Business Day, Sunday Times e Times.

## Ambasciatore sudafricano e ritorno in Sud Africa
Nell’agosto 2009 il presidente Jacob Zuma ha nominato Tony Leon ambasciatore in Argentina, Uruguay e Paraguay.
Dopo aver ricevuto una formazione diplomatica, Leon ha assunto l’incarico a settembre. Leon seguì molti membri del Partito Democratico che diventarono ambasciatori, come Harry Schwarz, Zach de Beer, Douglas Gibson e Sandra Botha. 
Al suo ritorno nel gennaio 2013, gli è stata assegnata una borsa di studio presso lo Stellenbosch Institute for Advance Study (STIAS). Ha scritto un articolo intitolato Where in the World is South Africa?, che è stato successivamente pubblicato sulla rivista sudafricana per gli affari internazionali.
Leon ha anche pubblicato un memoriale della sua vita da ambasciatore intitolato The Accidental Ambassador: From Parliament to Patagonia(Pan Macmilla, 2013).

### Nelson Mandela
Poco dopo la morte di Nelson Mandela, nel dicembre 2013, Tony Leon ha pubblicato ancora un altro libro, questa volta riguardante la presidenza e la leadership di Mandela dal punto di vista dell’opposizione parlamentare. Opposite Mandela: Encounters with South Africa's Icon è stato pubblicato nel maggio 2014 da Jonathan Ball Publishers. Sue Grand-Marshall nel Business Day ha scritto “Non sorprende che l’anno successivo alla morte di Mandela una cascata di libri di coloro che conoscono l’icona internazionale stia inondando i negozi e gli scaffali. Lasciare spazio per questo- è scritto dalla prospettiva particolare di Leon come oppositore politico di Mandela. Non delude questo, il suo quarto libro, perché racconta storie affascinanti con franchezza e vigore caratteristici.”

## Vita privata
Nel 2000, Leon ha sposato l'israeliana Michal Even-Zahav, madre dei suoi due figliastri, Noa ed Etai Eve-Zahav.